# Ирд, Каарел Кириллович
Ка́арел Кири́ллович Ирд (эст. Kaarel Ird; 1909, Рига, Лифляндская губерния, Российская империя — 1986, Вильянди, Эстонская ССР, СССР) — советский, эстонский актёр, театральный режиссёр, художник, педагог, общественный деятель. Герой Социалистического Труда (1984). Народный артист СССР (1970). Лауреат Государственной премии СССР (1967).

## Биография
Каарел Ирд родился 14 (27) августа 1909 года в Риге (ныне в Латвии).
В 1924—1938 годах работал как художник в Риге и регионах Эстонии.
С 1932 года — на сцене театра «Эндла» в Пярну. В 1932—1934 годах — актёр и художник-декоратор Рабочего театра в Пярну.
В 1934—1936 годах учился в студии театрального искусства в Тарту (не окончил).
В 1937—1939 годах — актёр и режиссёр Рабочего театра в Тарту.
В 1939—1940 годах — певец хора, в 1940—1941, 1944—1948, 1949—1950 годах — художественный руководитель и главный режиссёр Государственного академического театра Эстонской ССР «Ванемуйне» в Тарту, объединявшего все жанры сценического искусства — оперу, драму, оперетту и балет. 
С началом войны вступил в истребительный батальон, затем работал в эстонских художественных ансамблях в Ярославле.
В 1948—1949 годах — председатель Комитета по делам искусств при Совете министров Эстонской ССР.
В 1950—1952 годах, обвинённый в буржуазном национализме, был уволен и не работал в театре.
В 1952—1955 годах — художественный руководитель и главный режиссёр Драматического театра им. Л. Койдулы (ныне — театр «Эндла») в Пярну.
В 1955—1986 годах — вновь художественный руководитель и главный режиссёр Государственного академического театра Эстонской ССР «Ванемуйне» в Тарту.
С 1961 года — организатор, руководитель и педагог театральной студии при театре «Ванемуйне».
Автор статей по вопросам театра. Написал пьесу об эстонской войне за независимость.
В 1976—1982 годах — председатель правления Театрального союза Эстонской ССР.
Член ВКП(б) с 1940 года. Член ЦК КП Эстонской ССР с 1976 года. Депутат Верховного Совета Эстонской ССР 6-7 (1963—1970) и 10-11 созывов (1980—1990).
Каарел Ирд умер 25 декабря 1986 года в психиатрической больнице в Вильянди (Эстония). Похоронен на кладбище Раади (Тарту).

### Семья
- Жена — Эпп Кайду (наст. имя — Лейда Розенблат) (1915—1976), актриса и режиссёр.
- Дочери — Мари Пальм (р. 1947) и Кайсу Адлас-Ирд (1945—2016), актрисы.

## Награды и звания
- Герой Социалистического Труда (1984)
- Заслуженный артист Эстонской ССР (1946)
- Народный артист Эстонской ССР (1958)[2]
- Народный артист СССР (1970)
- Государственная премия СССР (1967) — за постановку спектаклей «Дикий капитан» Ю. Смуула, «Кориолан» У. Шекспира, «Лебединый полёт» и «Мужские песни» В. Тормиса
- Государственная премия Эстонской ССР (1947, 1977)
- Два ордена Ленина (1979, 1984)
- Два ордена Трудового Красного Знамени (1956, 1976)
- Орден «Знак Почёта» (1965)
- Медали
- Литературная премия Эстонской ССР им. Ю. Смуула (1980) (в разделе «журналистика»: «Мыслю, следовательно, существую или Размышление над своими мыслями»)
- Премия имени П. Пыльдрооса (1984) — за многолетнюю деятельность как носителя театральной мысли в сценическом творчестве и книгу «Cogito, ergo sum ehk Mõeldes oma mõtteid»
- Премия Театрального общества Эстонской ССР (1985) — за театральные книги «Per aspera ehk Olnust ja tänasest» и «Театр — моя работа»
- Почётный гражданин Тарту (1984).

## Постановки

### Оперные
- 1945 — «Огни мщения» Э. А. Каппа
- 1947 — «Озеро Пюхаярь» Г. Г. Эрнесакса
- 1949 — «Берег бурь» Г. Г. Эрнесакса
- 1950 — «Певец свободы» Э. А. Каппа
- 1958 — «Боевое крещение» Г. Г. Эрнесакса
- 1962 — «Обручение в монастыре» С. С. Прокофьева
- 1966 — «Катерина Измайлова» Д. Д. Шостаковича
- 1966 — «Лебединый полёт» В. Тормиса
- 1969 — «Джонни из Гвианы» А. Буша

### Драматические
- 1933 — «Война в Махтра» Э. Вильде
- 1944 — «До рассвета» А. Кицберга
- 1946 — «Мещане» М. Горького
- 1946 — «Жизнь в цитадели» А. М. Якобсона
- 1948 — «Волшебная флейта» В. А. Моцарта
- 1948 — «Пигмалион» Дж. Б. Шоу
- 1950 — «Свадьба Фигаро» П. Бомарше
- 1950 — «Егор Булычов и другие» М. Горького
- 1953 — «Kosjaviinad» Л. Койдулы
- 1954 — «Пунга-Мярт и Уба-Каарель» А. Кицберга
- 1958 — «Венецианский купец» У. Шекспира
- 1958 — «Микумярди» Х. Г. Раудсеппа
- 1959 — «Лабиринт блаженства» Р. Л. Парве
- 1961 — «Жизнь Галилея» Б. Брехта
- 1954 — «Портной Ыкх» А. Кицберга
- 1964 — «Кориолан» У. Шекспира
- 1965 — «Дикий капитан» Ю. Смуула
- 1966 — «Мужские песни» В. Тормиса
- 1967 — «Швейк во Второй мировой войне» Б. Брехта
- 1968 — «Фаэтон, сын солнца» М. Унта
- 1972 — «Деревенские песни» В. Тормиса и Э. Вайгура
- 1974 — «На задворках» О. Лутса
- 1975 — «Мамаша Кураж и её дети» Б. Брехта
- 1977 — «Женские баллады» В. Тормиса
- 1979 — «Я погиб в первое военное лето» по Ю. Пээгелю

## Роли
- «Жизнь в цитадели» А. М. Якобсона — Ральф
- «Русский вопрос» К. М. Симонова — Гарри Смит
- «Пигмалион» Дж. Б. Шоу — Хиггинс
- «Чайка» А. П. Чехова — Тригорин
- «Живой труп» Л. Н. Толстого — Протасов

## Фильмография
- 1947 — «Жизнь в цитадели» — эпизод
- 1955 — «Счастье Андруса» — эпизод
- 1974 — «Красная скрипка» — Брошовски
- 1974 — «Необычный случай» — роль

## Память
- В 2010 году в Новом Театре Тарту вышел спектакль «Ird, K.» режиссёра И. Пыллу о жизни и творчестве К. Ирда.